# Isola di Zvërnec
L'isola di Zvërnec è un'isola all'interno della laguna di Narta nell'area del comune di Valona. È collegata all'omonimo villaggio da un ponticello in legno lungo circa 270 metri.
L'isola, lunga circa 430 metri con una larghezza di circa 300 metri, è in larga parte ricoperta da alti pini ed è appena ad est di un'isola molto più piccola. Ospita un monastero bizantino, che è una nota meta turistica.